# West Lodge (Wimbledon)

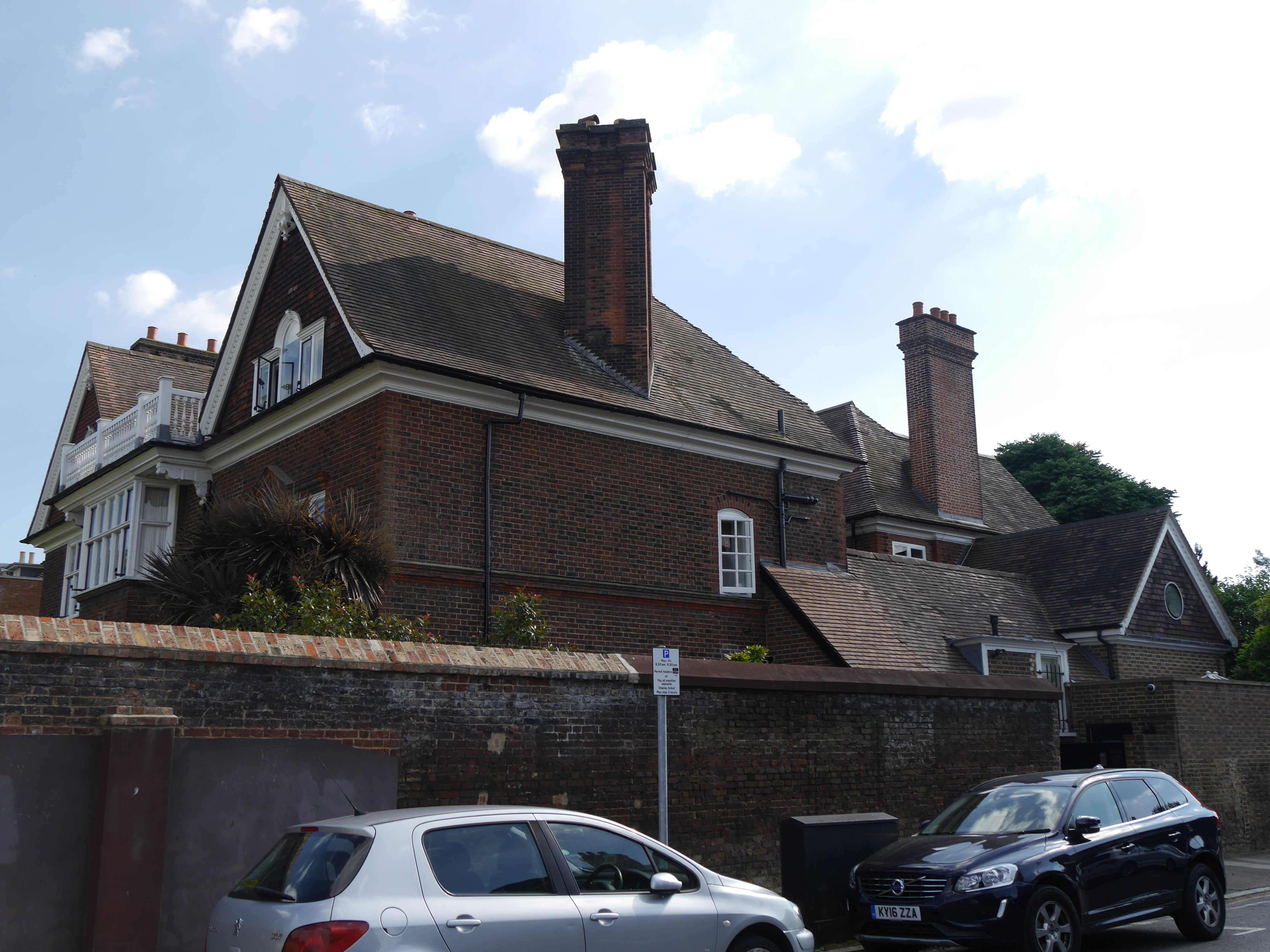
West Lodge, 2016

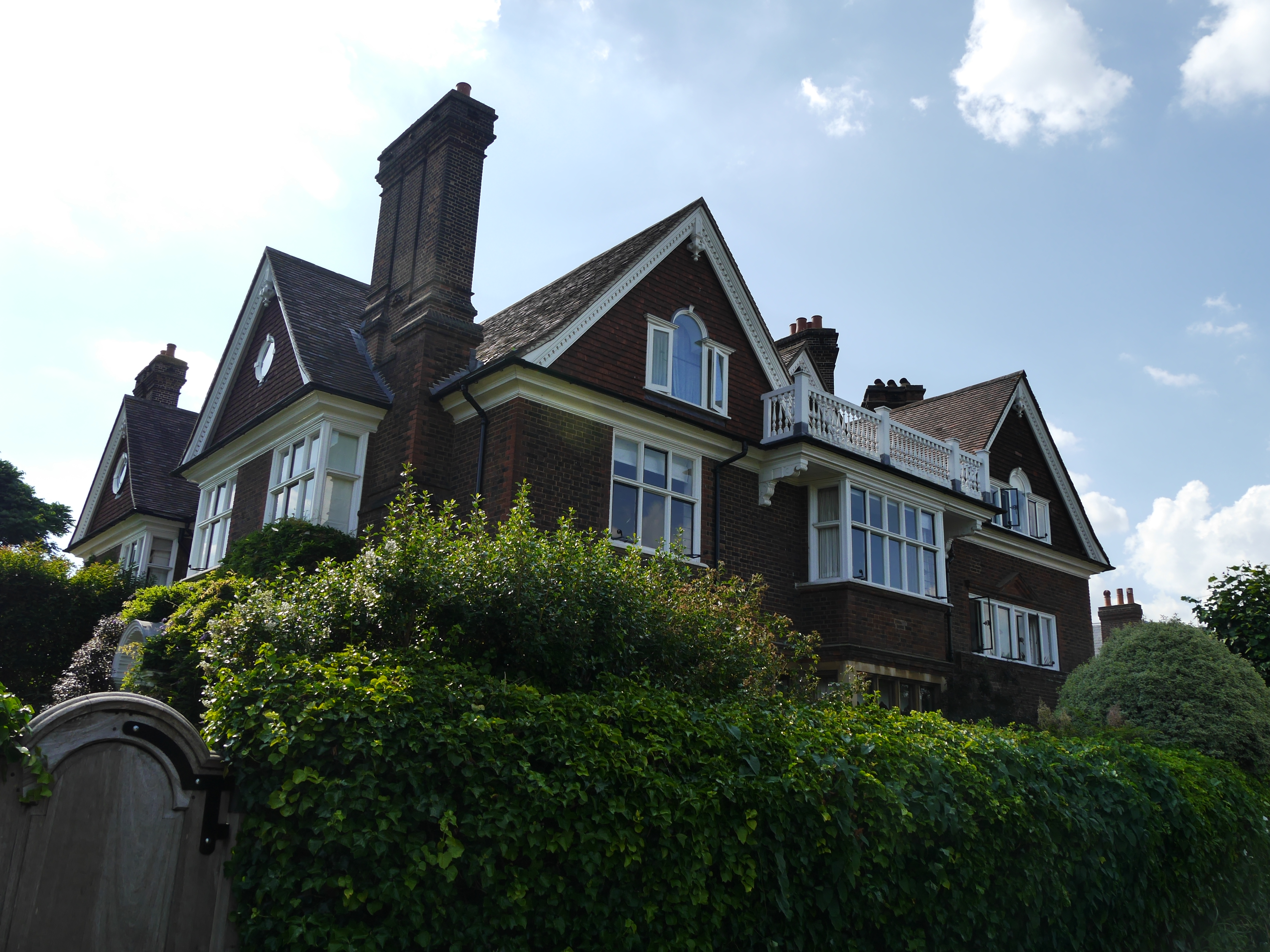
West Lodge, 2016

West Lodge é uma casa listada de Grau II no lado oeste de Wimbledon Common, Wimbledon, Londres, construída em 1894 e projectada por E. J. May .